# Jerry M. Woodall
Jerry M. Woodall (* um 1938 in Takoma Park, Maryland) ist ein US-amerikanischer Festkörperphysiker und Materialwissenschaftler an der University of California, Davis. Er machte sich um die Entwicklung verschiedener Halbleitermaterialien verdient.

## Karriere
Wodall wuchs in Takoma Park, Maryland, auf, einem Vorort von Washington, D.C. Seine Familie war Mitglied einer Gemeinde von Siebenten-Tags-Adventisten. Er erwarb 1960 bei Morris Cohen am Massachusetts Institute of Technology (MIT) einen Master in Metallurgie und 1982 an der Cornell University einen Ph.D. in Elektrotechnik. Ab 1960 arbeitete er für Clevite Transistor Products, 1962 wechselte er an das Thomas J. Watson Research Center von IBM in Yorktown Heights, New York, wo er aufgrund seiner erfolgreichen technischen Entwicklungen Karriere machte. Seit 1993 war er Professor an der Purdue University in West Lafayette, Indiana, unterbrochen von einer Professur an der Yale University (1999–2004), bevor er 2012 an die University of California, Davis wechselte.

## Forschung
Auf Woodall gehen zahlreiche Neuerungen in der Halbleitertechnik zurück, darunter die Flüssigphasenepitaxie von Galliumarsenid (Infrarotdioden) und von Aluminiumgalliumarsenid sowie den Heteroübergang dieser Materialien (helle LED, Solarzellen, Mobilfunk-Transistoren) und „pseudomorphe“ High-electron-mobility-Transistoren mit verschiedenen günstigen Materialeigenschaften. Er erforschte die Schottky-Barriere, den Ohmschen Kontakt und photoelektrochemische Techniken zur Produktion von Bauteilen und zur Passivierung von Oberflächen. Weitere Arbeiten befassten sich mit der Chemie von Effusionszellen beim Wachstum von epitaktischen Schichten im Rahmen der Molekularstrahlepitaxie.
Woodall hat mehr als 350 wissenschaftliche Veröffentlichungen und ist Inhaber von mehr als 85 Patenten. Er hat laut Google Scholar (Stand August 2025) einen h-Index von 71.

## Auszeichnungen (Auswahl)
- 1982 Fellow der American Physical Society
- 1984 Jack A. Morton Award
- 1985 IBM Fellow[2]
- 1988 Welker Award des International Symposium on Compound Semiconductors[3]
- 1989 Mitglied der National Academy of Engineering[4]
- 1990 Medard W. Welch Award der American Vacuum Society[5]
- 1990/91 Präsident der Electrochemical Society[6]
- 1998 Edward Goodrich Acheson Award der Electrochemical Society[7]
- 1998 Präsident der American Vacuum Society (AVS)
- 2001 National Medal of Technology and Innovation[8]
- 2005 IEEE Jun-ichi Nishizawa Medal des Institute of Electrical and Electronics Engineers[9]
- 2007 Ehrenmitglied der Electrochemical Society
- 2017 Fellow der American Association for the Advancement of Science[10]